# Sangalopsis cosyra
Sangalopsis cosyra är en fjärilsart som beskrevs av Druce 1907. Sangalopsis cosyra ingår i släktet Sangalopsis och familjen mätare. Inga underarter finns listade.